# Die nackte Bourgeoisie
Die nackte Bourgeoisie (Originaltitel: Ritratto di borghesia in nero) ist ein italienischer Drama-Film von Tonino Cervi aus dem Jahr 1978. Der Film basiert auf der 1949 veröffentlichten Kurzgeschichte Le maîtresse de piano (Die Klavierlehrerin) von Roger Peyrefitte.

## Handlung
Venedig im Jahr 1938 zur Zeit des Faschismus: Mattia, ein junger Musikstudent aus bescheidenen Verhältnissen, beginnt als Stipendiat ein Klavierstudium am Konservatorium. Dort lernt er Carla kennen, die verwitwete Mutter seines Mitstudenten Renato. Carla entstammt einer einst wohlhabenden Familie. Inzwischen ist sie verarmt und muss ihren Lebensunterhalt als Klavierlehrerin verdienen. Schon bald beginnen Mattia und die ältere Carla im Geheimen eine leidenschaftliche Affäre. Renato, der seiner Mutter auf ungesunde Weise nahe steht, schöpft Verdacht. Mattia bricht darauf die Beziehung zu Carla abrupt ab, was diese zutiefst verletzt.
Um ihre soziale Lage zu verbessern, versucht Carla ihren Sohn Renato mit ihrer Klavierschülerin Elena Mazzarini zu verheiraten, die aus einer wohlhabenden Familie entstammt. Dazu arrangiert sie ein Abendessen, bei dem Elena und Renato eingeladen sind. Um seine unglückliche Mutter zu trösten, lädt Renato auch Mattia zu diesem Abendessen ein. Dort lernen sich Mattia und Elena kennen und beide verlieben sich Hals über Kopf. Sie werden bald ein Paar, das sogar von Elenas Eltern akzeptiert wird. Carla fühlt sich vernachlässigt und von Mattia verraten: Sie besteht darauf, ihre gemeinsame Beziehung wieder aufzunehmen. Als sie erkennt, dass ihre Bemühungen vergeblich sind, versucht sie Mattia mit einem anonymen Brief an Elenas Familie zu diskreditieren. Aber auch diese Intrige hat nicht den gewünschten Effekt: Carla wird aus dem Hause Mazzarini als Klavierlehrerin entlassen.
In ihrer Verzweiflung versucht Carla, Elena zu verführen. Diese nimmt die Annäherungsversuche auch bereitwillig an. Elena ahnt nicht, dass die kurze sexuelle Annäherung nur eine Erpressung ist: Wenn Elena ihre Verlobung mit Mattia nicht aufgibt, wird Carla das Gerücht über ihr sexuelles Abenteuer verbreiten, um sie zu verleumden. Im Affekt bringt Elena daraufhin Carla um. Der Verdacht der Polizei fällt sofort auf Mattia. Um Mattia zu retten, erklärt Elena der Polizei in Anwesenheit der ganzen Familie, dass sie und Mattia zur Tatzeit zusammen waren. Elenas Vater verspricht dem Polizeipräsidenten, einen guten Job für dessen Sohn zu finden, wenn das ganze Vorkommen geheim gehalten wird.
In der Schlussszene heiraten Mattia und Elena, die eine Mörderin ist. Als beide aus der Kirche kommen, fährt eine Gondel vorbei, die einen Sarg trägt.

## Kritiken
„Trotz einiger guter Ansätze nur mittelmäßig unterhaltsam.“

## Synchronisation
Die deutsche Fassung entstand bei der Berliner Synchron GmbH. Dialogbuch und die Regie lagen in den Händen von Dietmar Behnke.
| Darsteller         | Rolle              | Synchronsprecher         |
| ------------------ | ------------------ | ------------------------ |
| Senta Berger       | Carla Richter      | Senta Berger             |
| Christian Borromeo | Renato Richter     | Michael Nowka            |
| Stefano Patrizi    | Mattia Morandi     | Hans-Georg Panczak       |
| Ornella Muti       | Elena Mazzarini    | Marina Genschow          |
| Mattia Sbragia     | Edoardo Mazzarini  | Uwe Paulsen              |
| Capucine           | Amalia Mazzarini   | Christine Gerlach        |
| Paolo Bonacelli    | Riccardo Mazzarini | Michael Chevalier        |
| Maria Monti        | Linda              | Inken Sommer             |
| Eros Pagni         | Franchetti         | Friedrich Georg Beckhaus |
| Raffaele Di Mario  | Graf               | Harry Wüstenhagen        |
| Riovanni Caenazzo  | Kreditgeber        | Manfred Schuster         |
| N. N.              | Diener             | Alexander Herzog         |
| N. N.              | Parteiführer       | Manfred Rahn             |